# Damian Warner
Damian David George Warner (* 4. November 1989 in London, Ontario) ist ein kanadischer Zehnkämpfer. Seinen größten Erfolg feierte er bei den Olympischen Sommerspielen 2020 in Tokio, als er die Goldmedaille im Zehnkampf gewann.

## Werdegang
Warner machte erstmals 2010 mit einem zweiten Platz bei den kanadischen Landesmeisterschaften auf sich aufmerksam. 2011 übertraf er bei seinem Sieg bei den kanadischen Meisterschaften erstmals die 8000-Punkte-Marke. Seine 8102 Punkte qualifizierten ihn für die Weltmeisterschaften 2011 in Daegu, wo er mit 7832 Punkten Rang 18 erreichte. Im Jahr darauf verteidigte er mit 8107 Punkten seinen nationalen Meistertitel und verbesserte bei den Olympischen Spielen in London mit 8442 Punkten seine persönliche Bestleistung um über 300 Punkte und wurde damit Fünfter.
2013 siegte er zum ersten Mal beim Mehrkampf-Meeting Götzis und wurde bei den Weltmeisterschaften in Moskau mit einer neuen persönlichen Bestleistung von 8512 Punkten Dritter hinter Ashton Eaton und Michael Schrader.
Bei den Hallenweltmeisterschaften 2014 in Sopot wurde er bei seinem ersten Siebenkampf mit 6129 Punkten Siebter. Bei den Commonwealth Games 2014 in Glasgow gewann er vor Ashley Bryant und Kurt Felix die Goldmedaille.
Beim Zehnkampf in Götzis 2015 stellte Warner zwar drei neue Bestleistungen in den Einzeldisziplinen auf, drei ungültige Versuche im Kugelstoßen verhinderten aber eine Steigerung seiner Zehnkampfbestleistung. Bei seinem Goldmedaillengewinn bei den Panamerikanischen Spielen in Toronto gelang ihm dies dagegen mit 8659 Punkten, wobei er auch den kanadischen Rekord von Mike Smith aus dem Jahr 1996 verbesserte.
Außerdem lief er im Rahmen der Spiele am 23. Juli 2015 mit 13,44 s über 110 Meter Hürden die beste bis dahin erzielte Zeit innerhalb eines Zehnkampfes und verbesserte damit die Bestleistung von Frank Busemann aus dem Jahr 1996.
Im selben Jahr gewann er bei den Weltmeisterschaften 2015 in Peking mit neuem Landesrekord von 8695 Punkten die Silbermedaille.

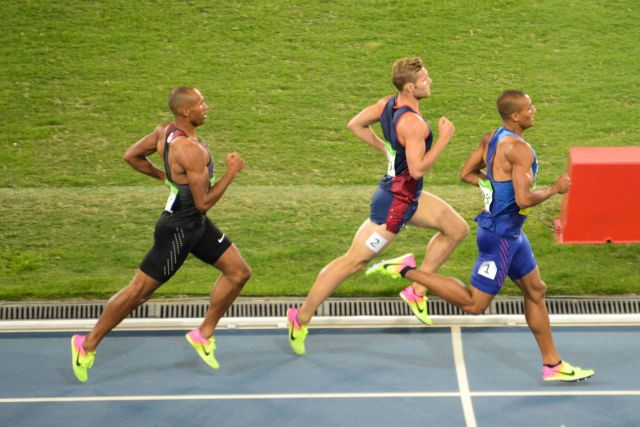
Warner (links) beim abschließenden 1500-Meter-Lauf des Zehnkampfes bei den Olympischen Spielen 2016. Vor ihm laufen Kevin Mayer und Ashton Eaton.

Bei den Olympischen Spielen 2016 belegte er hinter Ashton Eaton und Kevin Mayer mit 8666 Punkten den dritten Platz.
Zu den Weltmeisterschaften 2017 reiste er nach dem Karriereende des damaligen Weltrekordhalters Ashton Eaton als einer der Mitfavoriten an. Aufgrund einer Infektion mit dem Norovirus, der viele Athleten bei den Weltmeisterschaften betraf, konnte er vor allem am ersten Wettkampftag nicht sein volles Potential abrufen und wurde schließlich mit 8309 Punkten Fünfter.
2018 gewann er bei den Hallenweltmeisterschaften in Birmingham mit kanadischem Hallenrekord von 6343 Punkten die Silbermedaille hinter Kevin Mayer. Bei den Commonwealth Games 2018 scheiterte er drei Mal an seiner Anfangshöhe im Stabhochsprung und beendete danach ohne Platzierung den Wettkampf. In Götzis verbesserte er im selben Jahr den Landesrekord mit 8795 Punkten ein drittes Mal.
2019 absolvierte er in Götzis mit 8711 Punkten seinen zweitbesten Zehnkampf. Dabei lief er über 100 Meter mit 10,12 s die schnellste je innerhalb eines Zehnkampfes gelaufene Zeit.
Bei den Panamerikanischen Spielen in Lima gewann er wie schon 2015 mit 8513 Punkten die Goldmedaille.
2021 siegte Warner Ende Mai in Götzis mit Weltjahres- und persönlicher Bestleistung, die auch Landesrekord war, wobei er die 9000er-Marke um fünf Punkte verfehlte. In den Disziplinen Weitsprung und 110-Meter-Hürdenlauf stellte er mit 8,28 m und 13,36 s neue Weltbestleistungen innerhalb eines Zehnkampfes auf.
Bei den Olympischen Spielen 2020 gewann er im August 2021 den Wettbewerb der Zehnkämpfer mit olympischem Rekord von 9018 Punkten. Damit war er nach Roman Šebrle, Ashton Eaton und Kevin Mayer der vierte Mehrkämpfer mit über 9000 Punkten in einem Zehnkampf. Während der Schlussfeier war er der Fahnenträger seiner Nation.
2022 gewann Warner mit 6489 Punkten die Hallenweltmeisterschaften 2022 in Birmingham im Siebenkampf. In Götzis gewann er zum siebten Mal und damit so oft, wie kein anderer Zehnkämpfer vor ihm. 2023 errang Damian Warner bei den Weltmeisterschaften 2023 in Budapest hinter seinem Landsmann Pierce LePage die Silbermedaille.
Warner verpasste bei den Olympischen Spielen 2024 in Paris im Zehnkampf die Chance auf Medaillen, als er im Stabhochsprung seine Anfangshöhe von 4,60 m nicht bewältigen konnte.

## Bestleistungen
(Stand: 27. August 2023)

Freiluft
| 100 Meter:        | 10,12 s     | 25. Mai 2019 (Götzis)         |
| Weitsprung:       | 8,28 m      | 29. Mai 2021 (Götzis)         |
| Kugelstoßen:      | 15,34 m     | 25. Mai 2019 (Götzis)         |
| Hochsprung:       | 2,09 m      | 25. Mai 2013 (Götzis)         |
| 400 Meter:        | 46,54 s     | 30. April 2016 (Athens)       |
| 110 Meter Hürden: | 13,27 s     | 4. Juli 2015 (Edmonton)       |
| Diskuswurf:       | 50,26 m     | 19. März 2016 (Santa Barbara) |
| Stabhochsprung:   | 4,90 m      | 16. Juli 2016 (Bolton)        |
| Speerwurf:        | 64,67 m     | 11. August 2013 (Moskau)      |
| 1500 Meter:       | 4:24,73 min | 23. Juli 2015 (Toronto)       |
| Zehnkampf:        | 9018 Punkte | 5. August 2021 (Tokio)        |

Halle
| 60 Meter:        | 6,68 s      | 18. März 2022 (Belgrad)     |
| Weitsprung:      | 8,05 m      | 21. Februar 2015 (Montreal) |
| Kugelstoßen:     | 15,59 m     | 19. März 2022 (Belgrad)     |
| Hochsprung:      | 2,02 m      | 2. März 2018 (Birmingham)   |
| 60 Meter Hürden: | 7,61 s      | 19. März 2022 (Belgrad)     |
| Stabhochsprung:  | 4,90 m      | 3. März 2018 (Birmingham)   |
| 1000 Meter:      | 2:37,12 min | 3. März 2018 (Birmingham)   |
| Siebenkampf:     | 6489 Punkte | 19. März 2022 (Belgrad)     |